# Kanton Tremblay-en-France
Kanton Tremblay-en-France (fr. Canton de Tremblay-en-France) je francouzský kanton v departementu Seine-Saint-Denis v regionu Île-de-France. Tvoří ho pouze město Tremblay-en-France.